# Torneo de Casablanca 2012
El Torneo de Casablanca 2012 o Grand Prix Hassan II es un evento de tenis perteneciente a la ATP en la categoría ATP World Tour 250. Se disputa desde el 9 hasta el 15 de abril. El evento se disputa sobre tierra batida.

## Campeones

### Individuales masculino
- Pablo Andújar vence a  Albert Ramos por 6-1, 7-6(5).

Es el segundo título de su carrera y el segundo en Casablanca.

### Dobles masculino
- Dustin Brown /  Paul Hanley vencen a  Daniele Bracciali /  Fabio Fognini por 7-5, 6-3.